# Loi sur la défense nationale
La Loi sur la défense nationale (LDN) (en anglais : National Defence Act (NDA)) est la loi habilitante principale pour l’organisation et le financement des Forces armées canadiennes.

## Description
En vertu de cette loi adoptée en 1922, le ministère de la Milice et de la Défense, le ministère du Service naval ainsi que la Commission de l’air nouvellement créée sont fusionnés pour former le ministère de la Défense nationale.
Le 4 novembre 1966, la Loi sur la réorganisation des Forces canadiennes est proposée en tant qu'amendement à la Loi sur la défense nationale. Son but est de regrouper la Marine royale du Canada, l'Armée canadienne et l'Aviation royale du Canada au sein d'une même entité nommée « Forces canadiennes ». Après un débat à la chambre et un examen complémentaire par la commission à la défense, la loi est adoptée en avril 1967 et entre en vigueur le 1er février 1968. 
La Loi sur la défense nationale établit les Biens non publics (BNP) comme une catégorie particulière de biens de l’État, qui doivent servir au bénéfice des membres actifs et retraités des Forces armées canadiennes et de leur famille. La plupart des pays occidentaux se sont dotés de régimes semblables pour répondre aux besoins de leurs militaires en matière de bien-être et de maintien du moral. Au nom du chef d’état-major de la Défense (CEMD), le directeur général des Services de soutien au personnel et aux familles agit comme directeur général des BNP. Il établit les politiques et assure l’encadrement fonctionnel des nombreux programmes et activités des BNP dispensés localement dans les bases et les mess. L’effectif assurant la prestation des programmes et activités des BNP se compose principalement d’employés du Personnel des fonds non publics des Forces canadiennes et de membres des Forces armées canadiennes. Le Personnel des fonds non publics des Forces canadiennes est un organisme distinct aux termes de l’annexe 5 de la Loi sur la gestion des finances publiques.

## Annexe